# Zi națională
Ziua națională este o zi de sărbătoare (zi nelucrătoare) stabilită în mod oficial pentru cinstirea unui eveniment important din istoria unui stat. Aceasta poate fi simbolizată prin data zilei de independență, de a deveni o republică sau o dată semnificativă pentru un sfânt patron sau un conducător (ziua de naștere, aderare, îndepărtare etc.). Deseori, ziua nu este numită "Ziua Națională", ci servește și poate fi considerată una. Ziua națională va fi deseori o sărbătoare națională. Multe țări au mai mult de o zi națională. 
Cele mai multe țări au o zi națională fixă, dar unele au date mobile. Un exemplu este Marea Britanie, care își sărbătorește ziua națională în a doua zi de sâmbătă din iunie.

## Lista zilelor naționale
- Afghanistan 19 august
- Africa de Sud 27 aprilie
- Albania 28 noiembrie
- Alderney (Marea Britanie)	9 mai
- Algeria 1 noiembrie
- Samoa Americană (SUA)	17 aprilie
- Andorra 8 septembrie
- Anglia (Marea Britanie) 23 aprilie
- Angola 11 noiembrie
- Anguilla (Marea Britanie)	30 mai
- Antigua și Barbuda 1 noiembrie
- Antilele Olandeze (Olanda)	30 aprilie
- Arabia Saudită 23 septembrie
- Aragon (Spania) 23 aprilie
- Argentina 25 mai
- Armenia 28 mai 21 septembrie
- Aruba (Olanda)	18 martie
- Australia 26 ianuarie
- Austria 26 octombrie
- Azerbaidjan 28 mai
- Bahrain 16 decembrie
- Bahamas 10 iulie
- Bangladesh 26 martie
- Barbados 30 noiembrie
- Belarus 3 iulie
- Belgia 21 iulie
- Belize 10 septembrie și 21 septembrie
- Benin 1 august
- Bermude	(Marea Britanie) 24 mai
- Bhutan 17 decembrie
- Bolivia 6 august
- Bosnia și Herțegovina 1 martie
- Botswana 30 septembrie
- Brazilia 7 septembrie
- Brunei 23 februarie
- Bulgaria 3 martie
- Burkina Faso 4 august
- Burundi 1 iulie
- Cambodgia 9 noiembrie
- Camerun 20 mai
- Canada 1 iulie
- Republica Capului Verde 12 septembrie
- Catalonia (Spania) 11 septembrie
- Insulele Cayman	(Marea Britanie) prima zi de luni din iulie
- Cehia 28 octombrie
- Republica Centrafricană 1 decembrie
- Chile 18 septembrie
- China 1 octombrie
- Ciad 11 august
- Cipru 1 octombrie
- Columbia 20 iulie
- Comore 6 iulie
- Republica Congo 15 august
- Republica Democrată Congo 30 iunie
- Insulele Cook (Noua Zeelandă) 4 august
- Coreea de Nord 8 septembrie
- Coreea de Sud 15 august
- Costa Rica 15 septembrie
- Côte d'Ivoire 7 august
- Croația 25 iunie
- Cuba 1 ianuarie
- Danemarca 5 iunie
- Djibouti 27 iunie
- Dominica 3 noiembrie
- Republica Dominicană 27 februarie și  16 august
- Ecuador 10 august
- Egipt 23 iulie
- El Salvador 15 septembrie
- Elveția 1 august
- Emiratele Arabe Unite 2 decembrie
- Eritreea 24 mai
- Estonia 24 februarie
- Etiopia 28 mai
- Insulele Falkland (Marea Britanie)	14 iunie
- Insulele Feroe (Danemarca)	16 aprilie
- Fiji 10 octombrie
- Filipine 12 iunie
- Finlanda 6 decembrie
- Flandra (Belgia) 11 iulie
- Franța 14 iulie
- Gabon 17 august
- Gambia 18 februarie
- Georgia 26 mai
- Georgia de Sud și Insulele Sandwich de Sud (Marea Britanie)	14 iunie
- Germania 3 octombrie (Ziua Unității Germane)
- Ghana 6 martie
- Gibraltar  (Marea Britanie)	10 septembrie
- Grecia 25 martie
- Groenlanda (Danemarca)	21 iunie (Cea mai lungă zi a anului)
- Grenada 7 februarie
- Guadelupa (Franța)	14 iulie
- Guam (SUA)	21 iulie
- Guatemala 15 septembrie
- Guernsey (Marea Britanie)	9 mai
- Guineea 3 aprilie
- Guineea-Bissau 24 septembrie
- Guineea Ecuatorială 12 octombrie
- Guyana 23 februarie
- Guyana Franceză (Franța)	14 iulie
- Haiti 1 ianuarie
- Honduras 15 septembrie
- Islanda 17 iunie
- India 26 ianuarie 15 august 2 octombrie
- Indonezia 17 august
- Iordania 25 mai
- Irak 17 iulie
- Iran 1 aprilie
- Irlanda  17 martie
- Israel 14 mai
- Italia 2 iunie
- Jamaica 6 august
- Japonia 11 februarie
- Jersey (Marea Britanie) 9 mai
- Kazahstan 25 octombrie
- Kârgâzstan 30 august
- Kenya 12 decembrie
- Kiribati 12 iulie
- Kuweit 25 februarie
- Laos 2 decembrie
- Laponia,  (Norvegia, Suedia, Finlanda, Rusia) 6 februarie
- Lesotho 4 octombrie
- Letonia 18 noiembrie
- Liban 22 noiembrie
- Liberia 26 iulie
- Libia 1 septembrie
- Liechtenstein 15 august
- Lituania 16 februarie
- Luxemburg 23 iunie
- Macedonia de Nord 8 septembrie
- Madagascar 26 iunie
- Malawi 6 iulie
- Malaysia 31 august
- Maldive 26 iulie
- Mali 22 septembrie
- Malta 21 septembrie
- Insula Man 5 iulie
- Marea Britanie  a doua sâmbătă din iunie (poate să varieze)
- Insulele Mariane de Nord 8 ianuarie
- Maroc 2 martie
- Insulele Marshall 1 mai
- Martinica (Franța)	14 iulie
- Mauritania 28 noiembrie
- Mauritius 12 martie
- Mayotte (Franța)	14 iulie
- Mexic 16 septembrie
- Micronezia 10 mai
- Moldova 27 august
- Monaco 19 noiembrie
- Mongolia 11 iulie
- Montserrat  (UK)	a doua sâmbătă din iunie
- Mozambic 25 iunie
- Muntenegru 13 iulie
- Myanmar 14 noiembrie
- Namibia 21 martie
- Nauru 31 ianuarie
- Nepal 18 februarie 28 decembrie
- Nicaragua 15 septembrie
- Niger 18 decembrie
- Nigeria 1 octombrie
- Niue (Noua Zeelandă)	6 februarie
- Insula Norfolk (Australia)	8 iunie
- Norvegia 17 mai
- Noua Caledonie (Franța)	14 iulie
- Noua Zeelandă 6 februarie
- Olanda 30 aprilie
- Oman 18 noiembrie
- Pakistan 23 martie (Ziua Republicii), 14 august (Ziua Independenței)
- Palau 9 iulie
- Panama 3 noiembrie
- Papua Noua Guinee 16 septembrie
- Paraguay 14 mai
- Peru 28 iulie
- Insulele Pitcairn (Marea Britanie)	a doua zi de sâmbătă din iunie
- Polinezia Franceză (Franța)	14 iulie
- Polonia 3 mai, Ziua Constituției, și 11 noiembrie, Ziua Independenței
- Portugalia 10 iunie
- Puerto Rico (SUA)	25 iulie (Ziua Constituției)
- Qatar 3 septembrie
- Quebec (Canada)	24 iunie
- Réunion (Franța)	14 iulie
- România 1 decembrie
- Rusia 12 iunie
- Rwanda 1 iulie
- Saint Pierre și Miquelon (Franța)	14 iulie
- Samoa 1 iunie
- San Marino 3 septembrie
- São Tomé și Príncipe 12 iulie
- Sark (Marea Britanie)	9 mai
- Scoția (Marea Britanie)	30 noiembrie
- Senegal 4 aprilie
- Serbia 15 februarie
- Seychelles 18 iunie
- Sfânta Elena (Marea Britanie)	a doua sâmbătă din iunie
- Sfânta Lucia 22 februarie
- Sfântul Kitts și Nevis 19 septembrie
- Sfântul Vincent și Grenadine 27 octombrie
- Sierra Leone 27 aprilie
- Singapore 9 august
- Siria 17 aprilie
- Slovacia 29 august 1 septembrie
- Slovenia 25 iunie
- Insulele Solomon 7 iulie
- Somalia 21 octombrie
- Spania 12 octombrie
- Sri Lanka 4 februarie
- Statele Unite ale Americii 4 iulie
- Sudan 1 ianuarie
- Surinam 25 noiembrie
- Swaziland 6 septembrie
- Suedia 6 iunie
- Taiwan (Republica Chineză)	10 octombrie (Ziua Dublu Zece)
- Tadjikistan 9 septembrie
- Tanzania 26 aprilie
- Tatarstan (Rusia) 30 august
- Thailanda 5 decembrie
- Timorul de Est 20 mai
- Togo 27 aprilie
- Tonga 4 iunie
- Transnistria (Republica Moldova)	2 septembrie
- Trinidad și Tobago 31 august
- Tunisia 20 martie
- Turcia 29 octombrie
- Republica Turcă a Ciprului de Nord (Turcia/Cipru)	15 noiembrie
- Turkmenistan 27 octombrie
- Insulele Turks și Caicos (Marea Britanie)	30 august
- Tuvalu 1 octombrie
- Țara Galilor  (Marea Britanie)	1 martie
- Ucraina 24 august
- Uganda 9 octombrie
- Ungaria 15 martie 20 august 23 octombrie
- Uruguay 25 august
- Uzbekistan 1 septembrie
- Vanuatu 30 iulie
- Vatican 22 octombrie
- Venezuela 5 iulie
- Vietnam 2 septembrie
- Insulele Virgine Americane (SUA)	31 martie
- Insulele Virgine Britanice (Marea Britanie)	1 iulie
- Yemen 22 mai
- Zambia 24 octombrie
- Zimbabwe 18 aprilie

## Legături externe
- Zi internaționale și naționale, calendar.city-star.org

## Vezi și
- Lista paginilor care încep cu „Ziua Națională”
- Lista paginilor care încep cu „Ziua națională”
- Listă de monede după țară